# 插箭岭墓群
插箭岭墓群，位于中国河北省邯郸市插箭岭一带，为邯郸市的一个省级文物保护单位，类型为古墓葬，公布时间为1982年7月23日。
插箭岭墓群的历史年代为汉代。